# 塞爾韋斯特冰川
84°14′S 159°48′E / 84.233°S 159.800°E
塞爾韋斯特冰川（英語：Sylwester Glacier）是南極洲的冰川，位於奧次地，全長8公里，流經雅科布斯冰原島峰和麥卡爾平山脈，最終注入洛烏冰川，以美國研究隊的科學家命名。